# パラナ州

パラナ州
Estado de Paraná

パラナ州（パラナしゅう、Estado do Paraná ブラジルポルトガル語発音: [paɾɐˈna] ( 音声ファイル)）は、ブラジル南部の州。州庁所在地はクリチバ。パラグアイとアルゼンチンと国境を接する。州の略称は「PR」である。
住人の呼称や「パラナ州の～」を意味するポルトガル語は「パラナエンセ (paranaense)」と呼ばれる。

## 概要
1853年にサンパウロ州から分割される形で成立した。
パラナ州の対蹠地に沖縄県が位置する。パラナ州周辺は日本国内で唯一の陸地の対蹠地である。

## 隣接州
- サンパウロ州
- サンタカタリーナ州
- ミシオネス州
- アルト・パラナ県
- カニンデジュ県
- マットグロッソ・ド・スル州

## 主な都市
- クリチバ（州都）
- ロンドリーナ
- マリンガ
- フォスドイグアス（世界遺産イグアスの滝の最寄都市）
- コロンボ
- ポンタグロッサ
- カスカヴェル
- グアラプアヴァ
- パラナグア
- トレド
- アプカラナ
- ウムアラマ
- パラナヴァイ

## 人種構成
人口の75%を白人が占める。
この地方への入植そのものは16世紀末に始まったが、19世紀後半にヨーロッパから移民の流入が活発化し、主にポルトガル、ポーランド、イタリア、ドイツ、ウクライナからの移民が入植した。20世紀以降は日本やレバノン、シリアからの移民がこれに加わった。現在ではポーランド系とウクライナ系を中心に東欧からの移民およびその子孫が最も多く、ドイツ系とイタリア系がそれに続いている。
南部地方の他の州同様、アフリカからの奴隷の流入の歴史を持たないため、黒人が占める比率は低い。
日系人の数はサンパウロ州に次いで多く、ロンドリーナやマリンガの日系人の割合はサンパウロやクリチバを凌いでブラジルの都市のなかでは最大規模となっている。

## 住環境
パラナ州はブラジルの中では先進地帯として知られ、住環境は他の州に比べて特に優れた州のひとつであると言える。ブラジル国内の他の州と比べ、犯罪の発生率は低く、教育と健康の面においても州政府が力を注いでいる。
人間開発指数（HDI）の値は、ブラジルの26州の中では4番目に高い0.785となっている。

## 教育
- パラナ連邦大学
- パラナ・カトリック大学

## 日本との関係
未開発地が多かった北パラナは日系ブラジル移民史上、最も代表的な開拓前線だった。19世紀末から植民が始まり、20世紀に鉄道が敷設されるとそれに前後して日本人も多く労働者として入植するようになり、土地を買い農業や商売を始める者も現れた。上野米蔵、松原武雄など、移民史に残る数多くの逸材を輩出し、日系人口160万人の1割約15万人（第2位）が居住する重要な州となった。1926年には野村財閥がファゼンダを買収して野村農場を始め、90年以上続く。

### 日本の姉妹都市･提携都市
中部地方
- 愛知県：豊橋市 - パラナヴァイ[5]

近畿地方
- 兵庫県：姫路市 - クリチバ
- 兵庫県：西宮市 - ロンドリーナ
- 兵庫県：加古川市 - マリンガ
- 兵庫県：淡路市 - パラナグア

九州地方
- 沖縄県：名護市 - ロンドリーナ